# Sulajman Abu Ghajs
Sulajman Abu Ghajs (ur. 14 grudnia 1965) – islamski rzecznik Al-Ka’idy, zięć Osamy bin Ladena. Oskarżony o uczestnictwo w zamachach na World Trade Center.